# ライモンド・トミンツ
ライモンド・トミンツ（Raimondo Tominz、1822年 - 1906年）はイタリアの音楽家、昆虫学者、植物学者である。

## 略歴
現在のスロヴェニアのGradiscuttaで生まれた。父親は有名な画家のジュゼッペ・トミンツ（Giuseppe Tominz）である。青年時代からピアノと作曲法を学んだが、昆虫学と植物学の研究者としての評価が高い。トリエステ植物園の顕花植物の研究で知られる。
トリエステ園芸協会（Società di orticoltura di Trieste）の会長を務め、カイコの品種改良を試み、フランスの高名な昆虫学者、ゲラン＝メネヴィル（Félix Édouard Guérin-Méneville）らに、結果を報じた。音楽家としては、ヤママユのポルカ（Bombyx Yama-Mao : polka per piano）を作曲している。1863年にシンジュサン（Samia cynthia pryeri）やヤママユ（Antherea yamamai）など、日本（極東）産のカイコの養殖と交配に関する論文を執筆した。
1877年にトリエステ植物園の創設者で園長のムツィオ・トマシーニと、植物園の植物目録（"Delectus seminum quae Hortus Botanicus tergestinus pro mutua communicatione offer"）を出版した。2年後トマシーニが没するとトマシーニの弟子で、トリエステ自然史博物館の館長のカルロ・マルチェセッチ（Carlo Marchesetti）と植物園を管理し、植物園を充実させ、1903年に植物園を公的施設とした。